# 蒙蒂新堡
蒙蒂新堡（義大利語：Castelnovo ne' Monti）是意大利雷焦艾米利亚省的一个市镇。总面积96平方公里，人口10698人，人口密度111.4人/平方公里（2009年）。ISTAT代码为035016。

## 友好城市
- 法國 沃雷普